# Géographie de la Belgique

Le Royaume de Belgique est un pays d'Europe occidentale composé de 10 provinces ainsi que de la Région de Bruxelles-Capitale ayant pour capitale la ville de Bruxelles. Elle est entourée de quatre pays : les Pays-Bas au nord, l'Allemagne et le Grand-Duché de Luxembourg à l'est, la France au sud. La Belgique est bordée au nord-ouest par la mer du Nord et dispose 65km de côtes.
Les points extrêmes du pays se situent au nord à Meersel-Dreef (province d'Anvers), au sud à Torgny (province de Luxembourg), à l'ouest à La Panne (province de Flandre-Occidentale) et à l'est à Krewinkel (province de Liège).
Le relief de la Belgique est composé de trois grandes zones géographiques qui peuvent être distinguées : la Basse Belgique (moins de 100 mètres d’altitude), la moyenne Belgique (de 100 à 200 mètres) et la Haute Belgique (de 200 à plus de 550 mètres).
Le point culminant du pays est le Signal de Botrange avec ses 694 m d’altitude. Le pays est traversé par 3 fleuves : la Meuse, l'Escaut et l'Yser. 
Au 1er janvier 2022 la Belgique comptait 11 584 008 habitants sur un territoire de 30 688 km2. Les principales villes du pays sont , Anvers, Gand, Charleroi, Bruxelles et Liège. La population parle trois langues nationales (le néerlandais, le français et l'allemand) réparties dans des aires géographiques bien délimitées.

## Statistiques
| \| Dreef Torgny La Panne Krewinkel Botrange \| Les points extrêmes de Belgique. |
| Dreef Torgny La Panne Krewinkel Botrange                                        |

- Distance nord-sud : 225 km

Lieu situé le plus au nord : Meersel-Dreef 51°30’ de latitude nord
Lieu situé le plus au sud : Torgny 49°30’ de latitude nord
- Distance ouest-est : 282 km

Lieu situé le plus à l'ouest : La Panne 2°35’ de longitude est
Lieu situé le plus à l'est : Krewinkel 6°22’ de longitude est
- Frontières terrestres : 1 385 km (France 620 km ; Pays-Bas 450 km ; Allemagne 167 km ; Grand-Duché de Luxembourg 148 km)
- Littoral : 65 km (mer du Nord)
- Extrémités d'altitude : 0 m → 694 m (Signal de Botrange)

## Géographie physique

### Géomorphologie

Relief de la Belgique.

Le relief de la Belgique marque une nette distinction entre le nord et le sud du pays. Alors que le nord (Région flamande) est constitué essentiellement de plaines ne dépassant pas 100 m d'altitude, le sud (Région wallonne) se distingue par un relief plus accentué, de par la présence sur son territoire du Massif ardennais. Celui-ci se développe intégralement au sud du sillon Sambre-et-Meuse, et atteint régulièrement des altitudes de plus de 500 m, allant jusqu'à 694 m au signal de Botrange, le point culminant du territoire.

### Régions naturelles

Régions naturelles de Belgique.

La Belgique est traditionnellement divisée en Basse Belgique, Moyenne Belgique et Haute Belgique, selon l'altitude.
- La Basse Belgique (de 0 à 100 m d'altitude), au nord, est composée de terrains sablonneux ou sablo-limoneux (dunes, polders, Flandre, Campine). La plage belge de la mer du Nord s’étend sur 67 km. Elle atteint à certains endroits plus de 500 mètres de large à marée basse. Il s'agit d'une plage de sable fin uniforme, sans galets, ni rochers. Sur de nombreuses plages, on retrouve des brise-lames.
- La Moyenne Belgique (de 100 à 200 m d'altitude, le point culminant étant à 212,24 mètres[5].) comprend d'ouest en est les bas plateaux limoneux hennuyer, brabançon et hesbignon.
- La Haute Belgique (plus de 200 m d'altitude), au sud du sillon Sambre-et-Meuse, est composée du Condroz, de la Fagne-Famenne, de la Calestienne, de l'Entre-Vesdre-et-Meuse communément appelée Pays de Herve, de l'Ardenne et de la Lorraine belge.

### Hydrographie
La Belgique est abondamment pourvue en cours d'eau, dont la plupart appartiennent aux bassins versants de la Meuse et de l'Escaut.

#### Cours d'eau

Principaux cours d'eau de Belgique.

Trois fleuves coulent en Belgique: l'Yser, l'Escaut et la Meuse, tous prennent leur source en France et se jettent en mer du Nord. L'Yser est le seul fleuve de Belgique qui y a aussi son embouchure.
Les affluents principaux sont :
- Pour la Meuse : l'Ourthe, la Sambre, la Lesse et la Semois, cette dernière rejoignant la Meuse sur le territoire français après avoir réalisé la quasi-totalité de son parcours en Belgique.
- Pour l'Escaut : la Dendre, la Lys et le Rupel.
- Pour l'Yser : l'Ieperlee.

De nombreux canaux existent également.
Voir aussi :
- Liste des cours d'eau de Belgique
- Liste des canaux de Belgique
- Liste des lacs de Belgique

#### Lacs
Le plus grand est le lac de la Plate Taille, lac de barrage situé dans l'ensemble des lacs de l'Eau d'Heure, à cheval sur les provinces de Hainaut et de Namur.
Voir aussi :
- Liste des lacs de Belgique

### Climat
Le climat est doux en été (environ 18 °C) en Basse Belgique, mais la température moyenne ne dépasse pas les 15 °C en Haute Belgique ainsi qu'à la côte. En revanche, en hiver le climat y est frais puisqu'en Basse Belgique et à la côte, les températures moyennes oscillent entre 2 et 4 °C, mais oscillent aux alentours de 0 °C en Haute Belgique.
Avec plus de 80 % d'humidité relative moyenne, le climat est très humide toute l'année dans tout le pays et il y pleut souvent, et ce, tout au long de l'année. Cependant de ce point de vue, avec un peu plus de 170 jours de précipitations par an en moyenne, la région côtière serait moins pluvieuse, tandis que les crêtes Ardennaises sont plus arrosées (avec plus 230 jours de précipitations par an en moyenne). Dans le reste du pays, on se rapproche le plus souvent des 200 jours.
L'Ardenne bénéficie d'un climat océanique à peine dégradé (pas plus de 16 °C d'amplitude annuelle moyenne) ; elle est marquée par une neige plus abondante, résultant de températures plus froides, mais aussi par des étés plus frais.
Les précipitations sont plus importantes sur le Massif ardennais que dans le reste du pays. Elles y seraient même deux fois plus abondantes qu'à la côte.
Avec environ 1 500 heures d'ensoleillement annuel en moyenne, l'ensoleillement est très médiocre en Belgique. Seule la côte et la Gaume s'en sortent plus honorablement avec près de 1 700 heures. La belle saison dure d'avril à septembre (avec environ 40 % de la durée du jour où le soleil brille), octobre et mars sont les mois charnières avec encore plus de 30 %, mais les 4 derniers mois (novembre, décembre, janvier et février) ne dépassent guère plus les 25% en moyenne.
Le vent, souvent présent en Belgique, souffle généralement de secteur SO, les régions les plus calmes étant les Ardennes où le brouillard est donc extrêmement fréquent (surtout en automne-hiver), alors que la côte est très souvent venteuse.

#### Les moyennes
(octobre 2017).
Les données proviennent de l'Institut météorologique d'Uccle, station de référence pour la Belgique.
- La température moyenne annuelle est de 9,7 °C.
- Les températures moyennes sont de 17,0 °C en été et 3,1 °C en hiver.
- Les températures maximales moyennes varient entre 21,6 °C l'été et 6,2 °C l'hiver.
- Les températures minimales moyennes sont de 12,8 °C en été et 1,1 °C en hiver.
- Le total des précipitations moyennes annuelles est de 805 mm.
- La durée d'ensoleillement moyenne annuelle est de 1554 heures.

Uccle a un climat de type Cfb (Océanique) avec comme record de chaleur 39,7 °C le 25 juillet 2019 et comme record de froid −21,1 °C le 25 janvier 1881. La température moyenne annuelle est de 10,4 °C.
| Mois                                | jan.  | fév.  | mars  | avril | mai  | juin | jui. | août | sep. | oct. | nov.  | déc.  | année |
| ----------------------------------- | ----- | ----- | ----- | ----- | ---- | ---- | ---- | ---- | ---- | ---- | ----- | ----- | ----- |
| Température minimale moyenne (°C)   | 0,8   | 0,6   | 3     | 4,9   | 8,9  | 11,6 | 13,7 | 13,4 | 10,9 | 7,6  | 3,7   | 2     | 6,8   |
| Température moyenne (°C)            | 3,2   | 3,6   | 6,5   | 9     | 13,3 | 15,8 | 18   | 18   | 14,8 | 11   | 6,5   | 4,3   | 10,4  |
| Température maximale moyenne (°C)   | 5,6   | 6,5   | 9,9   | 13,1  | 17,7 | 20   | 22,3 | 22,4 | 18,7 | 14,4 | 9,1   | 6,5   | 13,9  |
| Record de froid (°C)                | −21,1 | −18,3 | −13,6 | −5,7  | −2,2 | 0,3  | 4,4  | 3,9  | 0    | −6,8 | −12,8 | −17,7 | −21,1 |
| Record de chaleur (°C)              | 15,3  | 20    | 24,2  | 28,7  | 34,1 | 38,8 | 39,7 | 36,5 | 34,9 | 27,8 | 20,4  | 16,7  | 39,7  |
| Ensoleillement (h)                  | 59    | 77    | 114   | 159   | 191  | 188  | 201  | 190  | 143  | 113  | 66    | 45    |       |
| Précipitations (mm)                 | 71,1  | 52,7  | 72,9  | 53,7  | 69,3 | 77,5 | 68,9 | 63,6 | 62,3 | 68,1 | 79,1  | 78,8  | 817,8 |
| Nombre de jours avec précipitations | 19,2  | 16,3  | 17,8  | 15    | 16,2 | 15   | 14,3 | 14,5 | 15,7 | 16,6 | 18,8  | 19,3  | 199   |

#### Les extrêmes
Quelques faits :
- Record absolu de température la plus basse : −30,1 °C à Rochefort le 20 janvier 1940.
- Record absolu de la température la plus élevée : +41,8 °C à Begijnendijk le 25 juillet 2019.
- Sécheresse la plus longue : 36 jours, soit du 31 mars au 5 mai 2007.
- Durée d'ensoleillement annuelle la plus élevée : 2 121 heures en 1959.
- Hauteur maximale de neige : 115 cm sur le plateau des Hautes-Fagnes le 9 février 1953.
- Rafale de vent la plus élevée : 168 km/h à Beauvechain le 25 janvier 1990.
- Pression atmosphérique la plus élevée : 1 048,3 hPa le 20 janvier 2020.
- Pression atmosphérique la plus basse : 954 hPa à Blankenberge le 25 février 1989.
- Hauteur maximale d'eau : 2 m durant les inondations de juillet 2021.

### Végétation

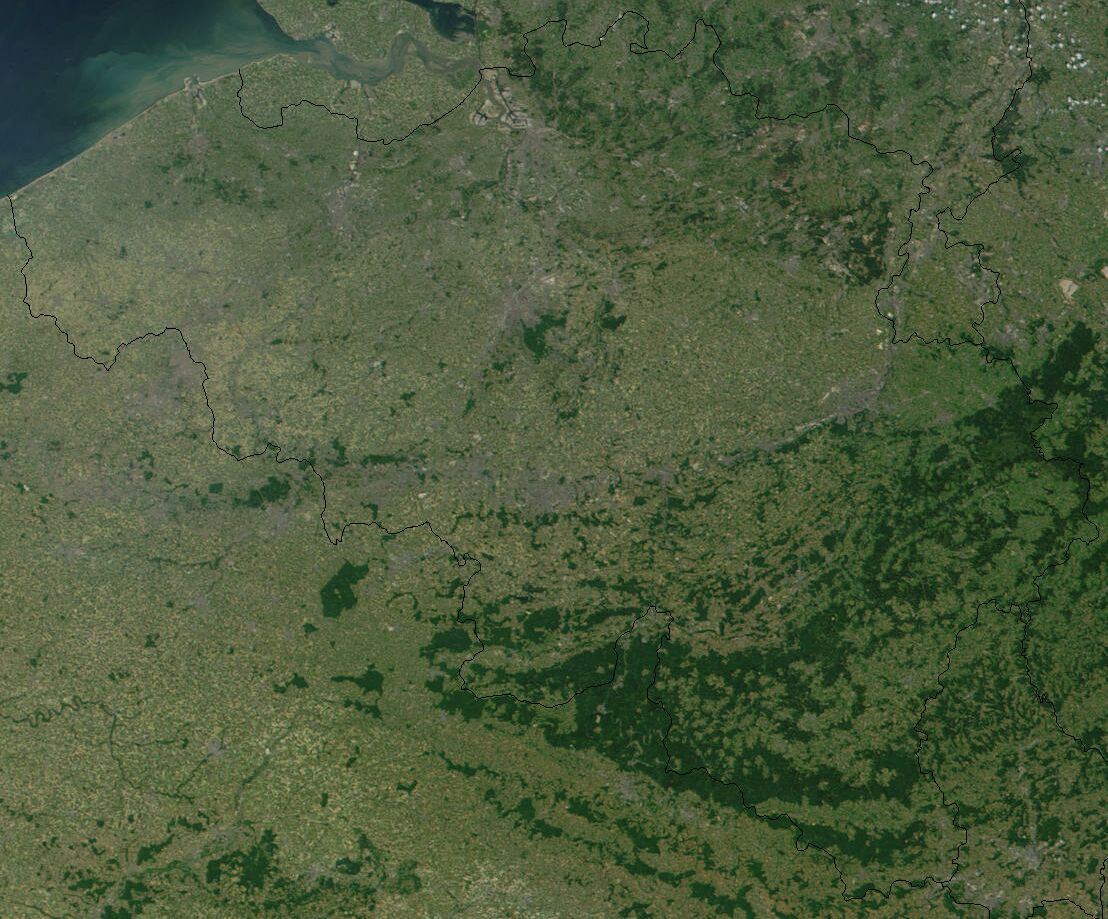
Image satellite de la Belgique.

L’abondance des précipitations et l’humidité du climat favorisent une végétation naturelle de feuillus, de landes et de prairies, mais les activités humaines contribuent à la modification de cette végétation.

#### Forêts
La forêt belge couvre 692 916 hectares dont 544 800 hectares en Région wallonne, 146 381 hectares en Région flamande et 1 735 hectares en Région bruxelloise, soit 23 % de la superficie du pays. Près de 80 % des forêts belges se situent en Région wallonne, où environ un tiers du territoire (32 %) est sous couvert forestier, tandis que la Flandre est relativement peu boisée. Plus de 60 % de la forêt wallonne se situe en Ardenne. De 1866 à 2006, la superficie forestière wallonne n’a fait que croître ; en 140 ans, elle est passée de 315 648 ha à 544 800 ha. En revanche, l’accroissement de la superficie forestière en Flandre est extrêmement faible voire nul.

## Géographie humaine

### Découpage administratif

#### Découpage de premier niveau
Cet article concerne les Régions administratives et politiques de la Belgique. Pour les régions naturelles, voir Régions naturelles de Belgique.

Carte des régions de Belgique
Région Bruxelles-Capitale
Région flamande
Région wallonne

La Belgique est composée de 3 régions : La Région wallonne, la Région flamande et la Région de Bruxelles-Capitale.

#### Découpage de second niveau
En Belgique, les provinces sont des subdivisions de second niveau, définies par la norme NUTS 2. La Région wallonne et la Région flamande sont divisées chacune en cinq provinces, tandis que la Région de Bruxelles-Capitale n'en comporte aucune.
| Localisation | Drapeau | Armoiries | Nom                                               | Chef-lieu          | Population (hab., 1/01/2021) | Superficie (km2) | Densité (hab./km2) |
| ------------ | ------- | --------- | ------------------------------------------------- | ------------------ | ---------------------------- | ---------------- | ------------------ |
|              |         |           | Province d'Anvers (Antwerpen)                     | Anvers (Antwerpen) | 1 875 524                    | 2 867            | 654                |
|              |         |           | Province de Limbourg (Limburg)                    | Hasselt            | 880 397                      | 2 422            | 363                |
|              |         |           | Province de Flandre-Orientale (Oost-Vlaanderen)   | Gand (Gent)        | +1 531 745,                  | 2 982            | 514                |
|              |         |           | Province du Brabant flamand (Vlaams-Brabant)      | Louvain (Leuven)   | +1 162 084,                  | 2 106            | 552                |
|              |         |           | Province de Flandre-Occidentale (West-Vlaanderen) | Bruges (Brugge)    | +1 203 312,                  | 3 144            | 383                |
|              |         |           | Province du Brabant wallon (Waals-Brabant)        | Wavre              | +0407 397,                   | 1 091            | 373                |
|              |         |           | Province de Hainaut (Henegouwen)                  | Mons (Bergen)      | +1 345 947,                  | 3 786            | 355                |
|              |         |           | Province de Liège (Luik)                          | Liège (Luik)       | +1 109 067,                  | 3 862            | 287                |
|              |         |           | Province de Luxembourg (Luxemburg)                | Arlon (Aarlen)     | +0288 722,                   | 4 440            | 65                 |
|              |         |           | Province de Namur (Namen)                         | Namur (Namen)      | +0497 073,                   | 3 666            | 135                |

#### Découpage de troisième niveau

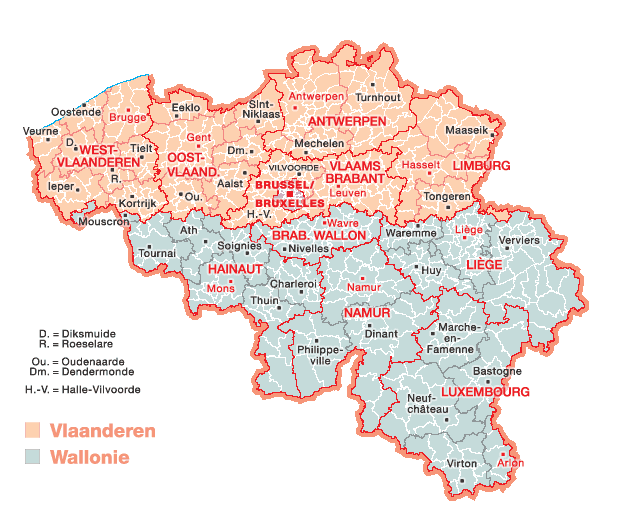
Carte des arrondissements en Belgique.

Les provinces sont également subdivisées en arrondissements administratifs (la région de Bruxelles-Capitale comporte un seul arrondissement). Ces arrondissements administratifs sont au nombre de 43 et sont divisés en districts, eux-mêmes étant divisés en cantons. Ceux-ci comprennent une ou plusieurs communes. Les arrondissements les plus importants en population (plus d'un demi-million d'habitants) sont, outre Bruxelles-Capitale, ceux d'Anvers, de Liège, d'Hal-Vilvorde, de Louvain et de Gand. 
L'arrondissement administratif de Bruxelles-Capitale est le seul arrondissement bilingue français-néerlandais et recouvre l'intégralité du territoire de la Région de Bruxelles-Capitale. L'arrondissement administratif de Verviers est lui le seul arrondissement bilingue français-allemand et le seul où l'allemand a cours.

#### Découpage de quatrième niveau
Le pays est divisé en 581 communes, ce qui correspond au découpage administratif le plus proche du citoyen.

### Population
Le nombre d'habitants de la Belgique est de 11 584 008 au 1er janvier 2022.